# Dreißig (Döbeln)
Dreißig ist ein Dorf, das zur Ortschaft Mochau der Großen Kreisstadt Döbeln im sächsischen Landkreis Mittelsachsen.

## Geographie
Das Platzdorf Dreißig liegt auf rund 242 m im Nordwesten des Döbelner Stadtgebietes nahe der Grenze der Landkreis Mittelsachsen und Meißen. Nördlich liegt Beicha, westlich Kleinmockritz, östlich das Gut Gödelitz und südöstlich die Geleitshäuser.

## Geschichte
Dreißig wurde erstmals 1317 erwähnt (Ulmannus de Trizko). Spätere Ortsnennungen sind Trizcow (1334), Drewssig (1485), Treyskaw, zcu Dreyssig (1503), Dreyschka (1554) und Dreyßig (1791). Dabei war Dreißig 1554 dem Rittergut Miltitz und später dem Rittergut Munzig zugehörig. Der Ort war zunächst nach Beicha gepfarrt und ist heute in der Kirchgemeinde Beicha-Mochau. Entsprechend gehörte Dreißig zum (Erb-)Amt Meißen, dem Gerichtsamt, der Amtshauptmannschaft und dem (Land-)Kreis Döbeln, bis dieser im Landkreis Mittelsachsen aufging.
Zur  Landgemeinde Dreißig gehören seit jeher die südlich gelegenen Geleitshäuser. 1950 wurden di benachbarten Dörfer Kleinmockritz und Prüfern eingemeindet. 1965 wurden Dreißig und Lüttewitz zur Gemeinde Lüttewitz-Dreißig zusammengeschlossen. Lüttewitz-Dreißig unc Choren bildeten dann von 1993 bis 1996 die Gemeinde Lüttewitz, die seit 1996 zu Mochau gehörte, das 2016 nach Döbeln eingemeindet wurde. Dreißig wird heute in der Hauptsatzung Döbelns als offizieller Teil der Ortschaft Mochau aufgeführt.
| Jahr          | 1554                          | 1764              | 1834 | 1871 | 1890 | 1910 | 1925 | 1939 | 1946 | 1950 | 1964 |
| ------------- | ----------------------------- | ----------------- | ---- | ---- | ---- | ---- | ---- | ---- | ---- | ---- | ---- |
| Einwohnerzahl | 10 besessene Mann, 6 Inwohner | 10 besessene Mann | 153  | 194  | 152  | 175  | 166  | 137  | 220  | 481  | 358  |

1925 waren alle Einwohner Lutheraner.

## Belege
1. ↑  Dreißig – HOV | ISGV. Abgerufen am 31. Dezember 2023.
2. ↑  Große Kreisstadt Döbeln: Hauptsatzung der Großen Kreisstadt Döbeln. 13. Dezember 2019, abgerufen am 31. Dezember 2023.